# كيجي سادة
كيجي سادة (باليابانية: 佐田啓二) هو ممثل ياباني، ولد في 9 ديسمبر 1926 في اليابان، وتوفي في 17 أغسطس 1964 بنيراساكي في اليابان بسبب حادث مرور.

## وصلات خارجية
- كيجي سادة على موقع IMDb (الإنجليزية)
- كيجي سادة على موقع روتن توميتوز (الإنجليزية)
- كيجي سادة على موقع ألو سيني (الفرنسية)
- كيجي سادة على موقع أول موفي (الإنجليزية)
- كيجي سادة على موقع قاعدة بيانات الفيلم (الإنجليزية)